# Sander Boschker
Sander Bernard Jozef Boschker (n. 20 octombrie 1970, Lichtenvoorde, Oost Gelre) este un fotbalist neerlandez, care joacă pe postul de portar.

## Palmares

### Club
- Twente:
  - Eredivisie: 2009–10
  - Cupa Olandei: 2000–01
  - Cupa UEFA Intertoto: 2006

- Ajax:
  - Eredivisie: 2003–04